# 逍遥奇侠
《逍遥奇侠》是阿尤画的漫画，在知音漫客连载。获漫画作品综合奖铜奖。漫画将武侠世界与漫画梦境相结合，延伸出“新武侠漫画”。2011年12月2日至4日签售。